# خانواده من و بقیه حیوانات (مجموعه تلویزیونی)
خانوادهٔ من و بقیه حیوانات (انگلیسی: My Family and Other Animals) یک مینی‌سریال بریتانیایی است که در سال ۱۹۸۷ منتشر شد. این مجموعه تلویزیونی بر پایهٔ کتاب خانواده من و بقیه حیوانات اثر جرالد دورل ساخته شد.

## بازیگران
- هانا گوردون
- برایان بلسد
- آنتونی کاف
- گای اسکنتلبری
- سارا جین-هولم
- کریستوفر گودوین
- پال ریس
- مایکل جیاناتوس
- ایوب‌خان دین
- اِوِلین لِـی
- کتی مورفی
- شارمین می